# Педармилампи
Педармилампи, Пебозеро — озеро на территории Чернопорожского сельского поселения Сегежского района Республики Карелии.

## Общие сведения
Площадь озера — 3,1 км², площадь водосборного бассейна — 34 км². Располагается на высоте 120,6 метров над уровнем моря.
Форма озера двух-лопастная, продолговатая: оно вытянуто с северо-запада на юго-восток. Берега каменисто-песчаные, местами заболоченные.
Через озеро протекает ручей Чёрный, берущий начало из озера Оленье-Лампи и впадающий в реку Онигму, втекающую в Ондское водохранилище. Через последнее протекает река Онда, впадающая в Нижний Выг.
У юго-восточной оконечности озера расположен посёлок Олений, через который проходит дорога местного значения 86К-313 («Подъезд к п. Вача через п. Олений»).
Код объекта в государственном водном реестре — 02020001311102000008432.

## Панорама

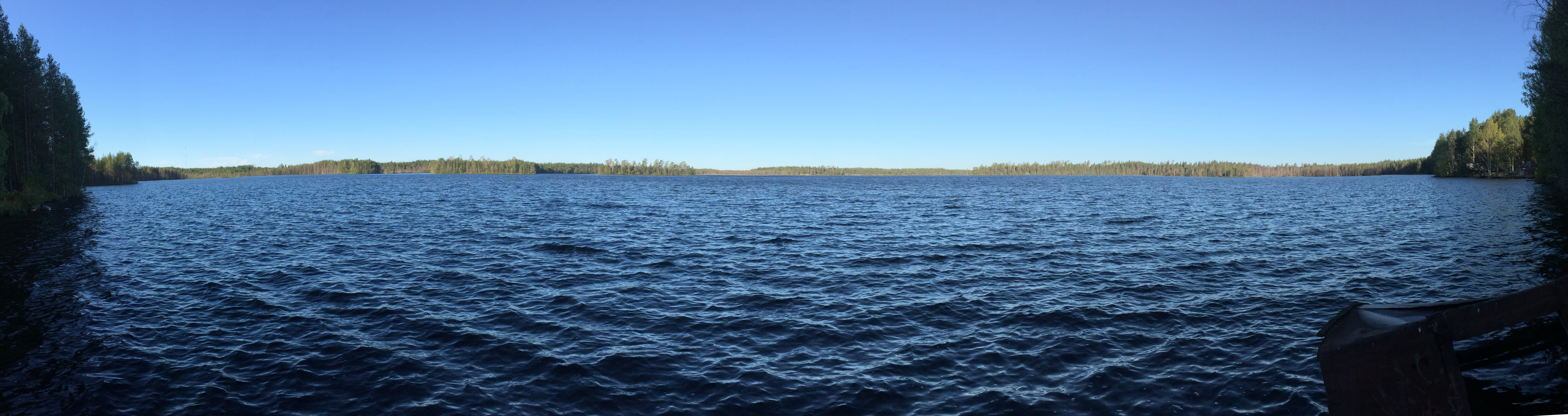
Панорама